# Станислав Лесновски
Станислав Лесновски или Станислав Граматик — сербский писатель, писец из монастыря Лесново.
Судя по его светскому имени, он был не монахом, а мирянином. Наиболее вероятно, что он был из Штипа, судя по подписи (я, Станислав Граматик из Штипа), которую он оставил в церкви Святого Георгия в Горном Козяке. Он жил и создавал свои произведения в сербском государстве короля Стефана Дечанского и его сына Стефана Душана, в первой половине XIV века. Станислав является наиболее важным представителем монастырского литературного центра, созданного в монастырь Лесново в этот период. Монастырь Лесново был тогда в стадии реконструкции. Как венец этого процесса он был полностью перестроен Йованом Оливером в 1341 году. Мы знаем точно, что Станислав работал в Лесново в течение как минимум двенадцати лет.
Вместе со своими учениками, Станислав Лесновски отредактировал и переписал Пролог (1330), который включает также краткое житие Святого Гавриила в Лесново (сейчас Белград), Оливера Месяцеслова (Oliverov minej, 1342) с помощью Святого Гавриила в Лесново, для которого он также рисовал иллюстрации от руки (эта книга, как и несколько других была потеряна в 1915 году во время отступления сербской армии). Он также является автором двух месяцесловов, из которых один был потерян, а другой хранится в Софии. Основывая свою работу на предыдущих образцах, Станислав создал первые жития покровителя своего монастыря, умело сочетая реализм, фантазию и символизм. В своем Прологе (1330) он пишет в момент «Всевышнего короля Стефана Уроша Дечанского», которого он хвалит и отмечает, что он «вернулся из Греции и захватил Королевство всей сербской земли, морские земли на Дунае и Овче Поле не силой, а волей Божьей. Он вторгся в греческие земли и захватили много городов и убил сильного болгарского царя Михаила III». Он начал свою книгу Месяцеслов Оливера (1342) словами: «По воле Отца и с помощью Сына и вмешательством Святого Духа эта книга была начата и завершена в годы и дни высочайшего и святорождённого короля Стефана /Душана/ когда вся провинция Овче поле был под властью великого Йована Оливера, в районе Злетово, в месте под названием Лесново (…)».
По мнению некоторых авторов, Станислав продолжил свою работу в Маркове монастыре, где монах под этим именем упоминался в 1353 году.
Во многих болгарских источниках Станислава называют болгарским. Он также является одним из наиболее важных писателей Македонии XIV века.